# Sordes
Sordes ("podle zlých duchů místních domorodých kmenů") je rodové jméno ramforynchoidního ptakoještěra, žijícího v období svrchní jury na území dnešního Kazachstánu (při úpatí pohoří Karatau).

## Popis
Rozpětí křídel tohoto malého letce činilo jen 63 cm. Čelisti byly protáhlé v dlouhý, rovný a špičatý zobák. Lebka byla dlouhá 8 centimetrů, krk byl krátký a křídla rovněž poměrně krátká. Ocas tvořil více než polovinu celkové délky těla. V současnosti jsou známy tři exempláře tohoto ptakoještěra, dva jsou však v zařazení nejisté.

## Tělesný pokryv
Nejzajímavějším znakem sordese je zachovaný tělní pokryv v podobě jakéhosi jemného chmýří, prokazatelný na zkamenělině prvního jedince. Ten byl objeven v 60. letech minulého století a zachoval se na desce jako téměř kompletní kostra. Jednalo se o vůbec první důkaz faktu, že někteří ptakoještěři byli zřejmě teplokrevní a chránili si jakýmsi srstnatým pokryvem své tělesné teplo.